# 從Lv2開始開外掛的前勇者候補過著悠哉異世界生活
《從Lv2開始開外掛的前勇者候補過著悠哉異世界生活》是由日本作家鬼之城美夜所著的輕小說，片桐擔綱插畫，經OVERLAP於2016年12月出版第一卷。改編漫畫於2019年7月起出版，由糸町秋音作畫。截至2024年3月，系列累積發行逾250萬冊。2023年10月15日，宣佈獲改編為於2024年首播的電視動畫，動畫製作公司是J.C.STAFF。

## 登場人物
角色譯名皆以東立出版社出版的繁體中文版為準。

### 主要角色
費里歐（聲：日野聰／前川涼子（女性））
原名為「巴那薩」，是從王都召喚來的勇者候補之一，但被發現技能不足並被放逐到森林。殺死史萊姆後，巴那薩升級並獲得無限屬性「∞」，還學會了所有技能和魔法，全部的能力值都變得極高；他利用新技能將自己偽裝成費里歐，以避開人類與惡魔之間的衝突。
與芬里絲之間育有一男一女雙胞胎姊弟，兒子嘉利爾和女兒愛里娜莎。
芬里絲（聲：釘宮理惠）
女性芬里尔（牙狼族），費里歐的妻子，暱稱是「里絲」。魔王軍四大天王之一芬加里爾的妹妹。由於能使用人類變身魔法，會呈現出女性人類的樣子。在以本來的巨狼形態與費里歐等冒險者戰鬥時，因為完全無法抵抗費里歐的魔法，從而向對方宣誓忠誠。她最初因為部落服從強者的傳統而嫁給了費里歐，但後來愛上了他和平凡的生活。
為費里歐誕下一男一女雙胞胎姊弟，兒子嘉利爾和女兒愛里娜莎。牙狼族的成長速度很快，姊弟兩人已經成長到了大約人族十歲的狀態。
薩貝亞（聲：井口裕香）
狂亂熊，一種高級魔獸。費里歐的寵物。由於費里歐所施展的魔法，使牠能夠變成一隻有角的兔子。
薇茵
女性紅龍族。食量驚人。後被費里歐和芬里絲收養成為他們的養女。
愛里娜莎
費里歐和芬里絲的女兒，嘉利爾的雙胞胎姐姐。繼承了費里歐無限屬性「∞」。
嘉利爾
費里歐和芬里絲的兒子，愛里娜莎的雙胞胎弟弟。繼承了費里歐無限屬性「∞」。

### 費里絲雜貨店
巴力羅莎（聲：山根綺）
黃髮，前騎士團騎士。個性認真、勤奮，沒落貴族出身，為了復興家族而奮鬥。後來與高爾結婚。
畢蕾莉（聲：廣瀨有紀）
原在軍隊負責照顧軍馬，前騎士團的弓箭手。後與史雷普結婚並育有一女。
布羅莎姆（聲：日野麻里）
皮膚黝黑，農村出身，前騎士團的重騎士。性格充滿活力、開朗。
貝菈諾（聲：稗田寧寧）
前騎士團的魔法使。原本打算學習攻擊魔法，而報讀法陶魔法學校，結果因擅長防禦魔法，而被法陶魔法學校聘請成為老師。
希婭（聲：堀江由衣）
掌管光與暗根源的魔人，擁有兩性的生殖器官。
妲瑪麗娜榭·扎·亞普利歌特（聲：伊藤靜）
庫萊洛德魔法國中惡名昭彰的暗黑大魔導士，由於過度追求力量而墮入黑暗，並使庫萊洛德魔法國陷入大混亂，其後肉身被毀，靈魂被封印在封印石中。後來封印石因希婭復活時，產生的衝擊受到破壞而重獲自由，並一度奪取了茲亞的身體。企圖毀滅王都時被希婭擊敗後被俘，之後在精神世界中被希婭調教後成為其愛人。
高爾（聲：前野智昭）
第12代魔王，史上最強的魔王。得知烏莉米奈絲戰敗後，化名「戈薩爾」前往費里歐的所在地視察，得知費里歐對自己毫無敵意，以及是自己無法戰勝的存在後，與費里歐成為好友，同時對寄住在費里歐家中的巴力羅莎一見鍾情。其後因弟弟尤加多發動政變而主動放棄魔王之位，並一拳打倒尤加多後離開魔王軍投奔費里歐。後來與烏莉米奈絲和巴力羅莎結婚。
烏莉米奈絲（聲：田村由香里）
女性地獄貓，前魔王軍諜報組織「靜謐之耳」的首領，擅長偵察、收集情報、解除陷阱。在高爾退位後，與高爾和所有「靜謐之耳」的成員，一同脫離魔王軍。因為她的離去，以尤加多為首的魔王軍，吃下了有史以來最大的敗仗。之後與其他「靜謐之耳」的成員，成為費里絲雜貨店的職員。後來與高爾結婚。
史雷普（聲：小松史法）
男性人馬族，前魔王軍四天王之一，稱號為「死馬」。在脫離魔王軍後變成馬於野外奔馳時，不慎跌落山崖後，被畢蕾莉所救並愛上了對方。與畢蕾莉結婚並育有一女。
格蕾雅妮露（聲：高野麻里佳）
前魔王軍諜報組織「靜謐之耳」的成員，烏莉米奈絲的部下。在高爾退位後，與高爾和以烏莉米奈絲為首，所有「靜謐之耳」的成員一同脫離魔王軍。之後與其他「靜謐之耳」的成員，成為費里絲雜貨店的職員。
瑪霍里昂
原本是瓦蘭坦茵的部下，將邪界魔法發揮到極致的魔人。被希婭和妲瑪麗娜榭調教後成為其愛人。

### 庫萊洛德魔法國
伊莉莎白．庫萊洛德（聲：川澄綾子）
庫萊洛德魔法國現任女王，前第一公主。十分賢能的統治者。在各方面不遺餘力地支持費里歐。
暗王
前庫萊洛德魔法國國王，女王的父親。個性卑劣、貪婪，為了中飽私囊而屢次暗中變賣國寶。曾命人在贈送給費里歐的包袱設下吸引魔物的魔法。後被女兒推翻並遭到通緝。

### 魔王軍
尤加多（聲：楠大典）
第13代魔王，也是現任魔王，高爾的弟弟，各方面遠不如高爾。典型的四肢發達，頭腦簡單的類型。成為魔王後率軍向庫萊洛德魔法國進攻，卻因為能解除陷阱的「靜謐之耳」成員悉數離去，而吃下了魔王軍有史以來最大的敗仗。
芙芬（聲：新井里美）
女性魅魔族，尤加多的輔佐，是個受虐狂。
優露米妮特（聲：能登麻美子）
女性拉米亞族，魔王軍四天王之一，稱號為「蛇姬」。後來因對尤加多的倒行逆施感到失望而辭去四天王之位並離開魔王軍。離開魔王軍後化名為「妮特」成為法陶魔法學校的老師。
佛基·姆基（聲：福島潤）
魔王軍四天王之一，稱號為「雙頭鳥」。
芬加里爾
魔王軍四天王之一，芬里絲的哥哥。與部下埋伏費里歐所在的森林時，最後被其施加的淨化魔法消滅。其死後，四天王地位在尤加多的批准下由凱希姆接替。
凱希姆
骷髏男性，因守城有功而被受尤加多讚賞，覬覦四天王大位，後在尤加多的批准下，取代已故的芬加里爾接替其位置。
赫爾薩瑪絲
女性吸血鬼族，優露米妮特的親信。後因對尤加多的倒行逆施感到失望而離開魔王軍。離開魔王軍後化名為「薩瑪絲」成為法陶魔法學校的老師。

### 神界
謝露布瓦
神界女神，負責管理庫萊洛德世界，因費里歐發動時間回溯，而差點導致世界與其他世界相撞，因此非常痛恨費里歐。
塔妮亞·伊娜
神界使者，被謝露布瓦派去監視費里歐。因出手襲擊瓦蘭坦茵，被薇茵以頭槌揍暈，醒來後失去了記憶。失去了記憶後與神界斷絕關係。

### 邪界
修塔娜
邪界女神，邪界的統治者。
莉莉安琪
修塔娜的部下。其家族世襲邪界女神修塔娜與異世界魔王的聯絡員。
瓦蘭坦茵
邪界十二神將之一，修塔娜的部下。
斯皮里昂
瓦蘭坦茵的部下，將邪界速度發揮到極致的魔人。最後被費里歐殺死。
斯皮里昂
瓦蘭坦茵的部下，將邪界力量發揮到極致的魔人。最後被高爾殺死。

### 其他
金髮勇者（聲：村田太志）
與費里歐一同被召喚到庫萊洛德魔法國的勇者候補。個性傲慢、自我中心。由於他等級1時全能力均為999，而被暗王任命為勇者，但等級提升後能力卻沒有成長，以及沒有獲得技能而受到質疑。事實上沒有獲得技能原因，主要是因為加護女神錯把分給兩個人的加護，集中放到費里歐身上所致。其後因先後解開了希婭和妲瑪麗娜榭的封印，被庫萊洛德魔法國通緝。
茲亞（聲：高橋美佳子）
前庫萊洛德魔法國的侍女，被暗王派遣到金髮勇者身邊。後與金髮勇者一同被庫萊洛德魔法國通緝。

## 出版書籍

### 輕小說
| 卷數 | OVERLAP        | OVERLAP                | 東立出版社    | 東立出版社             |
| 卷數 | 發售日期       | ISBN                   | 發售日期      | ISBN                   |
| ---- | -------------- | ---------------------- | ------------- | ---------------------- |
| 1    | 2016年12月25日 | ISBN 978-4-86554-180-9 | 2019年10月3日 | ISBN 978-957-261-760-1 |
| 2    | 2017年4月25日  | ISBN 978-4-86554-208-0 | 2020年3月19日 | ISBN 978-957-264-882-7 |
| 3    | 2017年8月25日  | ISBN 978-4-86554-248-6 | 2020年10月8日 | ISBN 978-957-265-536-8 |
| 4    | 2018年1月25日  | ISBN 978-4-86554-295-0 | 2022年7月14日 | ISBN 978-957-267-232-7 |
| 5    | 2018年5月25日  | ISBN 978-4-86554-353-7 | 2024年6月24日 | ISBN 978-626-347-650-9 |
| 6    | 2018年9月25日  | ISBN 978-4-86554-397-1 |               |                        |
| 7    | 2019年1月25日  | ISBN 978-4-86554-442-8 |               |                        |
| 8    | 2019年7月25日  | ISBN 978-4-86554-526-5 |               |                        |
| 9    | 2020年1月25日  | ISBN 978-4-86554-603-3 |               |                        |
| 10   | 2020年7月25日  | ISBN 978-4-86554-704-7 |               |                        |
| 11   | 2021年1月25日  | ISBN 978-4-86554-828-0 |               |                        |
| 12   | 2021年7月25日  | ISBN 978-4-86554-960-7 |               |                        |
| 13   | 2022年1月25日  | ISBN 978-4-8240-0089-7 |               |                        |
| 14   | 2022年7月25日  | ISBN 978-4-8240-0244-0 |               |                        |
| 15   | 2023年1月25日  | ISBN 978-4-8240-0392-8 |               |                        |
| 16   | 2023年10月25日 | ISBN 978-4-8240-0635-6 |               |                        |
| 17   | 2024年3月25日  | ISBN 978-4-8240-0768-1 |               |                        |
| 18   | 2024年7月25日  | ISBN 978-4-8240-0890-9 |               |                        |
| 19   | 2025年2月25日  | ISBN 978-4-8240-1089-6 |               |                        |

### 漫畫
| 卷數 | OVERLAP        | OVERLAP                | 東立出版社    | 東立出版社             |
| 卷數 | 發售日期       | ISBN                   | 發售日期      | ISBN                   |
| ---- | -------------- | ---------------------- | ------------- | ---------------------- |
| 1    | 2019年7月25日  | ISBN 978-4-86554-527-2 | 2020年6月18日 | ISBN 978-957-264-726-4 |
| 2    | 2020年1月25日  | ISBN 978-4-86554-605-7 | 2022年6月10日 | ISBN 978-957-264-727-1 |
| 3    | 2020年7月25日  | ISBN 978-4-86554-707-8 |               |                        |
| 4    | 2021年1月25日  | ISBN 978-4-86554-834-1 |               |                        |
| 5    | 2021年7月25日  | ISBN 978-4-86554-967-6 |               |                        |
| 6    | 2022年1月25日  | ISBN 978-4-8240-0098-9 |               |                        |
| 7    | 2022年7月25日  | ISBN 978-4-8240-0252-5 |               |                        |
| 8    | 2023年1月25日  | ISBN 978-4-8240-0402-4 |               |                        |
| 9    | 2023年10月25日 | ISBN 978-4-8240-0643-1 |               |                        |
| 10   | 2024年3月25日  | ISBN 978-4-8240-0780-3 |               |                        |
| 11   | 2024年7月25日  | ISBN 978-4-8240-0901-2 |               |                        |
| 12   | 2025年2月25日  | ISBN 978-4-8240-1100-8 |               |                        |

## 電視動畫

### 主題曲
片頭曲《與老公恩恩愛愛的情歌》（第2～12話）
作詞：金子麻友美，作曲：久下真音、金子麻友美，編曲：久下真音，主唱：芬里絲（CV：釘宮理惠）
動畫片頭曲在2024年4月16日發佈的第二話中亮相，同日OVERLAP在Youtube頻道發佈歌曲無字幕版MV。歌曲發佈後一度登上日本的Twitter趨勢。
片尾曲《烏托邦學概論》（第1～12話）
作詞、作曲：田淵智也，編曲：瀨尾祥太郎，主唱：DIALOGUE+

### 各話列表
| 話數   | 標題                     | 劇本   | 分鏡       | 演出                  | 作畫監督                                                     | 總作畫監督      | 首播日期      |
| ------ | ------------------------ | ------ | ---------- | --------------------- | ------------------------------------------------------------ | --------------- | ------------- |
| 第1話  | Lv2的勇者候補            | 清水惠 | 岩崎良明   | 石田美由紀、 泉靜香   | 前原薰、永田有香、Dogwood                                    | 藤井昌宏        | 2024年 4月8日 |
| 第2話  | 牙狼族的戰士芬里絲       | 清水惠 | 吉川博明   | 藤原和和              | FUN、蓋春垚、葛歡                                            | 劉雲留、SAI     | 4月15日       |
| 第3話  | 異世界生活開始了         | 清水惠 | 黑瀨大輔   | 黑瀨大輔              | 長谷川真也、Studio EverGreen 、外山陽介                      | 藤井昌宏        | 4月22日       |
| 第4話  | 出乎意料的訪客           | 清水惠 | 大畑清隆   | 粟井重紀              | 櫻井木之實、陳亮、李良鵬、王猛 、                            | 藤井昌宏        | 4月29日       |
| 第5話  | 至死方休                 | 清水惠 | 石田美由紀 | 石田美由紀、 泉靜香   | 前原薰、永田有香、大野勉、館崎大 Studio EverGreen、STUDIO CL | 藤井昌宏        | 5月6日        |
| 第6話  | 光與暗之魔人希婭         | 清水惠 | 高田耕一   | 竹谷徹平              | 坂本哲也、篠原佐代子、福本佳菜繪、Dogwood                    | 長谷川真也      | 5月13日       |
| 第7話  | 朝向各自的未來           | 清水惠 | 石山貴明   | 石山貴明              | 大木良一、村上雄、松下純子、 Dogwood、STUDIO MASSKET         | 藤井昌宏        | 5月20日       |
| 第8話  | 看不見的高牆             | 清水惠 | 吉川博明   | 藤原和和              | 江湧、陳玉峰                                                 | 胡峰诚、 葉增堯 | 5月27日       |
| 第9話  | 狼與冒險者               | 清水惠 | 黑瀨大輔   | 黑瀨大輔              | 前原薰、山中泉、永田有香、 Studio EverGreen                  | 長谷川真也      | 6月3日        |
| 第10話 | 新的同居人               | 清水惠 | 高田耕一   | 粟井重紀              | 櫻井木之實、仲金、Tran Hoang                                 | 藤井昌宏        | 6月10日       |
| 第11話 | 霧氣繚繞的溫泉旅行・前篇 | 清水惠 | 石田美由紀 | 石田美由紀、 泉靜香   | 大野勉、永田有香、 Studio EverGreen、Dogwood                 | 長谷川真也      | 6月17日       |
| 第12話 | 霧氣繚繞的溫泉旅行・後篇 | 清水惠 | 高田耕一   | 鈴木洋平、 石田美由紀 | 大木良一、村上雄、 坂本哲也、篠原佐代子、福本佳菜繪          | 藤井昌宏        | 6月24日       |

### BD＆DVD
| 卷數 | 發行日期      | 收錄話數       | 規格編號  | 規格編號  |
| 卷數 | 發行日期      | 收錄話數       | BD        | DVD       |
| ---- | ------------- | -------------- | --------- | --------- |
| BOX  | 2024年7月26日 | 第1話 - 第12話 | KWXA-3109 | KWBA-3110 |

### 迴響
在秋葉原總研發起的2024年春季最期待新動畫的投票中，《從 Lv2 開始開外掛的前勇者候補過著悠哉異世界生活》（簡稱《Lv2》）獲得第一名。由於《Lv2》動畫的製作公司、導演和聲演男女主角的配音員與《零之使魔》動畫一樣，因此《Lv2》動畫吸引了不少《零之使魔》的粉絲關注。Great Game評論員narumiku表示動畫整體表現「很平凡」，集合了最近的流行套路劇情，讓人能一看猜出後面的劇情發展。narumiku認為如果不是動畫的製作陣容和《零之使魔》相近成為話題，動畫可能會「默默無聞地播放結束」。巴哈姆特電玩資訊站特約編輯Yoru認為，製作方在女主角芬里絲身上著墨最多，芬里絲在「表情、服裝、髮型、動作等所有方面，細膩生動完全不同於其他角色」，其他內容如特效、背景和動作場景都表現不佳。動畫新聞網四位評論員對動畫評價都很一般，評論員理查德·艾森比斯表示該作，在異世界類型作品中有一些小創新，如主角費里歐本身就是一個異世界住民，不是來自地球的穿越者，但是作品主體設定還是與一般的異世界類型作品別無二致。Screen Rant評論員史蒂芬·布拉克本則持有不同的觀點，他認為該作有一些閃亮點，費里歐保持了穿越前的道德觀，雖然有著收服獸耳娘的俗套劇情，但是他不接受系統奴役的建議，給與了芬里絲選擇是否跟隨的自由，不像《被勇者隊伍開除的馭獸使，邂逅了最強種的貓耳少女》等異世界作品，使用契約一類的魔法約束對方。

## 電子遊戲
2023年10月16日，CTW宣佈由《Lv2》改編的大型多人在线角色扮演游戏《從Lv2開始開外掛的前勇者候補過著悠哉異世界生活 翻轉一躍》開放預約。同年11月22日，遊戲在G123平台上線。

## 外部連結
- OVERLAP官方網站（日語）
- 漫畫官方網站（日語）
- 電視動畫官方網站（日語）
- 電視動畫的X（前Twitter）（日語）
- 遊戲官網